# 瓊斯山
73°32′S 94°00′W / 73.533°S 94.000°W
瓊斯山（英語：Jones Mountains）是南極洲的山脈，位於埃爾斯沃思地，處於達斯廷島以南80公里，海拔高度3,200米，根據美國地質調查局的測量和美國海軍的空中照片被繪入地圖。